# 加藤慶祐
加藤 慶祐（かとう けいすけ、1988年9月2日 - ）は、日本の元俳優、実業家。株式会社スターリアン代表取締役。埼玉県和光市出身。

## 略歴
中学生のときはテニスの県大会上位に入賞する競技者であったが、高校進学後に怪我のためテニスを断念する。「何か他のことをしなきゃいけない」と思ったときに、友人から芸能事務所を紹介される。
2006年にテレビドラマ『Happy!2』で俳優デビュー。
2007年4月に日本大学法学部法律学科に進学するも、のちに中退している。同月から『ハッピィ★ボーイズ』にレギュラー出演、役名の「北村浩輔」名義でシングルCDを発表する。
同年6月、若手俳優ユニットPureBOYSの結成メンバーとなる。2008年3月31日に卒業。
2008年、平成仮面ライダーシリーズ第9作『仮面ライダーキバ』にて名護啓介 / 仮面ライダーイクサ役で初のレギュラー出演。
2009年の『メイちゃんの執事』のレギュラーなどテレビドラマ・映画に出演。2010年から舞台に出演する機会が増え、『マーダーファクトリー』、『ゴジラ』、『悲しき天使』などで主演を務める。
2016年からアパレルブランドのスターリアンの代表を務めている。TBSドラマ『せいせいするほど、愛してる』ではGENKINGがこのブランドのキャップを着用しAmazonで売り切れたことがある。
2017年3月31日に公式ブログでボックスコーポレーションからの退社を発表した。

## 人物
- 2歳年下の妹が一人いる[15]。
- 好きな色は黒[16]・白[16]・赤[16]。
- 特技は野球[17]・テニス[17]・スキー[17]UFOキャッチャー[18]。
- 趣味はショッピング[17]・映画鑑賞[17] UFOキャッチャー[18]。
- 好きなマンガはSLAM DUNK[15]・タッチ[15]・テニスの王子様[15]・ドカベン[15]。
- 好きな食べ物はオムライス[19]・チャーハン[19]・焼き肉[19]・唐揚げ。
- 嫌いな食べ物はカレー・トマト・コーン。

## 出演

### テレビドラマ
- Happy!2（2006年12月、TBS）
- ハッピィ★ボーイズ（2007年4月 - 6月、テレビ東京） - 北村浩輔（アイボリー）役
- 花ざかりの君たちへ〜イケメン♂パラダイス〜（2007年7月 - 9月、フジテレビ） - 八尾光 役
- ほんとにあった怖い話 夏の特別篇2007「真夜中の病棟」（2007年8月、フジテレビ）
- 正しい王子のつくり方（2008年1月 - 3月、テレビ東京） - 佐倉多門 役
- 仮面ライダーキバ（2008年1月 - 2009年1月、テレビ朝日） - 名護啓介 役
- メイちゃんの執事（2009年1月 - 3月、フジテレビ） - 六本木 役
- ブザー・ビート〜崖っぷちのヒーロー〜（2009年7月 - 9月、フジテレビ） - 小瀬陽一 役
- ラストメール2〜いちじく白書〜 第5話（2009年11月、BS朝日） - 兵藤伸吾 役
- TAXMEN CASE07「ナンバーワン税・前篇」（2010年3月、TOKYO MX 他） - 矢野的矢 役
- 私が初めて創ったドラマ「オーマイゴット!?」（2010年10月、NHK BShi） - 本田賢一 役
- パーフェクト・リポート 第8話（2010年12月、フジテレビ） - 橋口孝介 役
- URAKARA 第5話（2011年2月、テレビ東京） - 神崎真咲 役
- 放課後はミステリーとともに 2回表・裏（2012年5月、TBS） - 三島ハルヒコ 役
- 私立バカレア高校 第7話（2012年5月、日本テレビ） - 稲葉真太郎 役
- 潔子爛漫〜きよこらんまん〜（2013年9月 - 10月、東海テレビ） - 二宮隆道 役
- 連続テレビ小説 花子とアン（2014年上半期、NHK総合） - 北澤司 役
- 博多ステイハングリー シーズン2『夢王』 （2014年7月、テレビ西日本） - 倉田秋生 役
- ほっとけない魔女たち 第1話 - 第5話（2014年9月、東海テレビ） - 池波雷也 役
- 問題のあるレストラン 第6話（2015年2月、フジテレビ） - 米田裕介 役
- ランチのアッコちゃん 第4話（2015年6月、NHK BSプレミアム）- 黒原亮平 役

### テレビ番組
- 祝女シーズン2「ドラマチックカップル3」（2010年9月 - 2011年3月、NHK）
- さんすう刑事ゼロ（2013年4月 - 2014年3月、NHK Eテレ） - イチ（一之瀬翔太） 役
- 大!天才てれびくん ドラまちがい「鳥獣仮面グラウクス」（2013年6月 - 7月、NHK Eテレ） - 御代武 役
- 大!天才てれびくん ドラまちがい「鳥獣仮面グラウクス2」（2014年1月 - 2月、NHK Eテレ） - 御代武 役

### 映画
- タクミくんシリーズ そして春風にささやいて（2007年） - 崎義一 役
- 仮面ライダーシリーズ
  - 劇場版 仮面ライダーキバ 魔界城の王（2008年） - 名護啓介 役
  - 仮面ライダー×仮面ライダー 鎧武&ウィザード 天下分け目の戦国MOVIE大合戦（2013年） - キバ軍武将 役（友情出演）
- 音楽人（2010年） - 百瀬翼 役
- ごくつま刑事（2010年） - 林家順平 役
- メサイア（2011年） - 総島惣一郎 役
- キャプテンハーロック（2013年） - ヤマ（声の出演） 役
- 奴隷区僕と23人の奴隷（2014年）
- 野良犬はダンスを踊る（2015年） - 林田洋平 役
- 花火 （2016年） - 辻島衆二 役

### Webドラマ
- 仮面ライダーシリーズ
  - ネット版 仮面ライダー裏キバ 魔界城の女王（2008年7月 - 8月） - 名護啓介 役
  - ネット版 オーズ・電王・オールライダー レッツゴー仮面ライダー 〜ガチで探せ!君だけのライダー48〜（2011年3月） - イクサの声 役
- 夏休みの恋人 〜フィルムの中の彼と彼〜（2009年8月） - 主演・坂口知之 役
- 未来は今 「#004 アンチエイジング」（2009年7月） - 成宮亮 役
- Missing（2009年10月 - 12月） - 健人 役
- デス・ゲーム・パーク（2010年4月 - 9月） - 海東蔵之介 役
- 春休みの恋人（2011年3月） - 主演・宮坂遊帆 役
- タブー 〜秘密の恋〜（2013年1月 - 3月） - 次郎 役、他

### オリジナルビデオ
- 仮面ライダーキバ アドベンチャーバトルDVD 〜キミもキバになろう〜（2008年） - 名護啓介 役
- 新・喧嘩の花道（2013年）

### 舞台
- 7Cheers!〜翔べ!自分という大地から!〜（2007年10月）
- MASKED RIDER LIVE&SHOW 〜十年祭〜（2009年6月） - 仮面ライダーイクサ（声） 役
- マーダーファクトリー（2010年4月 - ）アキラ 役
- 恋ばば 十四歳!（2010年8月） - 輝貴 / 謙太朗 役
- BUTLER×BATTLER 激動の時を超えて 〜聖夜の贈りもの〜（2010年12月） - 音羽静太 役
- ガールズ・プリズン・オペラ（2011年3月 - 4月） - 野中直樹 役
- 女の子ものがたり（2011年4月- 5月） - 良介 役
- 遙かなる時空の中で2（2011年6月） - 平勝真 役
- ゴジラ（2011年9月 - 10月） - ゴジラ 役[12]
- The Night of Christmouse 〜クリスマウスの夜〜（2011年12月） - 満 役
- 悲しき天使（2012年2月） - 茂 役
- キャッツ・アイ（2012年9月 - 10月） - 内海俊夫 役
- DETARAMU。Evolution 〜この世界に降る雪〜（2012年12月） - 海渡 役
- 熱帯男子（2013年2月） - 孝吉 役
- 魔劇「今日からマ王!」〜魔王誕生編〜（2013年4月 - 5月） - ウェラー卿コンラート 役
- 戦国BASARA4（2013年10月 - 12月） - 島左近 役

### ミュージックビデオ
- KG「どんなに離れても duet with AZU」（2010年9月）
- 氣志團 「幸せにしかしねーから」(2015年1月)

### ミュージックショートムービー
- 加藤ミリヤ「20-CRY-」 Episode3「わすれもの」（2009年）
- Hilcrhyme×ショートムービー「内容の無い物語」（2012年） - 洋祐 役

### CM
- インテリジェンス「an」バイト内恋愛篇（2007年）
- 花王「メンズビオレ」（2008年）
- ユニバーサル・スタジオ・ジャパン「モンスターハンター・ザ・リアル」（2012年）
- ツヴァイ（2012年）
- ラウンドワン（2013年）
- チヨダ×SPEC「シュープラザ篇」「東京靴流通センター篇」（2013年）
- ほっともっと「から揚げに夢中篇」（2013年）
- ホットペッパービューティー「デキる男篇」（2015年）[20]

### ゲーム
- 仮面ライダーバトル ガンバライド（2008年、アーケード） - 仮面ライダーイクサ（名護啓介） 役
  - 仮面ライダーバトル ガンバライジング（2013年12月19日）
  - 仮面ライダーバトル ガンバレジェンズ（2023年、アーケード）
- 仮面ライダー バトライド・ウォーシリーズ - 仮面ライダーイクサ（名護啓介） 役
  - 仮面ライダー バトライド・ウォー（2013年5月23日、PlayStation 3）[21]
  - 仮面ライダー バトライド・ウォーII（2014年6月、PS3、Wii U）
  - 仮面ライダー バトライド・ウォー 創生（2016年2月、PS4・PS3・PS Vita）[22]
- 仮面ライダー サモンライド!（2014年12月4日、PS3、Wii U） - 仮面ライダーイクサ（名護啓介） 役
- 仮面ライダー トランセンドヒーローズ（2015年11月、Android・iOS） - 仮面ライダーイクサ（名護啓介） 役
- オール仮面ライダー ライダーレボリューション（2016年12月1日、3DS） - 仮面ライダーイクサ（名護啓介） 役
- 仮面ライダー ブットバソウル（2018年、アーケード） - 仮面ライダーイクサ（名護啓介）、キバ軍武将 役[23][24]

### 玩具
- COMPLETE SELECTION MODIFICATION イクサベルト&イクサライザ―（2020年9月） -  名護啓介 役

### その他
- キャプテンハーロック -SPACE PIRATE CAPTAIN HARLOCK-（2013年） - ヤマのモーションキャプチャーパフォーマー

## 作品

### 写真集
- aqua（2007年7月18日、扶桑社）ISBN 4594053688
- 瞬感（2009年4月18日、ワニブックス）ISBN 4847041658

### DVD
- Pieces of Dream（2007年8月17日、ポニーキャニオン）

## ディスコグラフィ

### キャラクターソング
| 発売日        | 商品名                                            | 歌                       | 楽曲 | 備考                                    |
| ------------- | ------------------------------------------------- | ------------------------ | --- | --------------------------------------- |
| 2007年5月23日 | ハッピィ★ボーイズ イメージソングコレクション（3） | 北村浩輔（加藤慶祐）     | 「In The Future」 「In The Future 〜Hot-Ivory-mix〜」                                                                                 | テレビドラマ『ハッピィ★ボーイズ』関連曲 |
| 2008年6月25日 | Individual-System                                 | 名護啓介（加藤慶祐）     | 「Individual-System Nago Advance Fist」                                                                                               | テレビドラマ『仮面ライダーキバ』関連曲  |
| 2008年7月30日 | Fight For Justice 〜Individual-System NAGO Ver.〜 | 名護啓介（加藤慶祐）     | 「Fight For Justice」 「Fight For Justice（名護啓介セリフVer. story Fist）」 「Fight For Justice（名護啓介セリフVer. justice Fist）」 | テレビドラマ『仮面ライダーキバ』関連曲  |
| 2008年12月3日 | Inherited-System                                  | 名護啓介（加藤慶祐）     | 「Don't lose yourself」 「Don't lose yourself 名護爆現 fist.1」 「Don't lose yourself 名護爆現 fist.2」 「Ixa-cise」                  | テレビドラマ『仮面ライダーキバ』関連曲  |
| 2008年12月3日 | Inherited-System                                  | 素晴らしき青空の会       | 「Inherited-System」 | テレビドラマ『仮面ライダーキバ』関連曲  |
| 2009年6月24日 | Masked Rider Kiva Re-Union                        | Keisuke Nago（加藤慶祐） | 「IXA-cise Body rhythm Edit.」 | テレビドラマ『仮面ライダーキバ』関連曲  |

### ユニットメンバー
1. ↑  麻生ゆり（高橋優）、紅音也（武田航平）、麻生恵（柳沢なな）、名護啓介（加藤慶祐）